# Andrej Bajuk
Andrej Bajuk ([andrèj bajúk]; špansko Andrés Bajuk), slovenski politik in ekonomist, * 18. oktober 1943, Ljubljana, Slovenija, † 16. avgust 2011, Ljubljana.
Leta 2000 je postal predsednik 5. vlade Republike Slovenije; položaj je zasedal le sedem mesecev (maj–november 2000), kar je do sedaj najkrajši mandat predsednika vlade. Po koncu mandata je bil izvoljen v Državni zbor Republike Slovenije in leta 2004 postal minister za finance v Janševi vladi. Bil je ustanovitelj in prvi predsednik stranke Nova Slovenija – Krščansko ljudska stranka (NSi) (2000–2008).

## Otroštvo in mladost
Rodil se je v družini krščanskih intelektualcev: njegov stari oče Marko Bajuk, rodom iz Drašičev pri Metliki, je bil ravnatelj Klasične gimnazije v Ljubljani, medtem ko je bil njegov oče Božidar Bajuk, klasični filolog in profesor na isti gimnaziji in njegova mati Cecilija Radej je bila tudi učiteljica, rodom pa je bila iz Dovškega pri Senovem. Med drugo svetovno vojno je družina stanovala na Detelovi ulici za Bežigradom v Ljubljani, kjer se je Andrej Bajuk tudi rodil. V času okupacije so na nedeljskih kosilih pogosto gostili visoke italijanske nato nemške oficirje, številni njihovi dijaki pa so končali v zaporih, internaciji in bili mučeni. V tem času je bil njihov sosed Edvard Kocbek. Ker je Andrejev oče sodil v politični krog Lamberta Erlicha in se je bal, da bodo pod novim komunističnim režimom preganjani, se je družina maja 1945 umaknila na Avstrijsko Koroško. Tu je Marko Bajuk v taborišču Vetrinj že konec maja 1945 ustanovil Slovensko begunsko gimnazijo, katero je vodil naslednja tri leta.
Ker družina ni uspela pridobiti sponzorja za preselitev v ZDA, se je leta 1948 preselila v argentinsko mesto Mendoza, kjer je Andrej odraščal, opravil osnovno in srednje šolanje.

### Študij in ekonomska kariera
Leta 1964 je diplomiral iz ekonomije na mendoški Universidad Nacional de Cuyo in tu opravil tudi magisterij iz ekonomije po posebnem programu, ki ga je v Mendozi organizirala Univerza v Chicagu. Zaradi političnega nasprotovanja vojaški hunti, ki je z državnih udarom prevzela oblast, mu ni uspelo takoj pridobiti službe; po treh mesecih je končno uspel dobiti položaj svetovalca ministra za finance province Mendoza. Na tem položaju je ostal le pol leta, saj se je zaposlil v mendoškem uradu Nacionalnega sveta za gospodarski razvoj. V službi je ostal le do leta 1969, saj je dobil štipendijo za študij na Univerzi Kalifornije v Berkeleyju, kjer je opravil še en magisterij in doktorat iz ekonomskih znanosti.
Leta 1973 se je vrnil v Argentino, kjer se je zaposlil na svoji alma mater kot profesor ekonomije. Že po približno letu in pol pa se je zaradi državnega udara umaknil v ZDA. Tam je postal tehnični asistent direktorja Svetovne banke Alberta Sojita, sošolca iz Berkeleyja. Po dobrem letu se je leta 1975 zaposlil v Medameriški razvojni banki (IDB), kjer je postopoma napredoval do mesta direktorja predsednikovega kabineta in člana predsednikovega sveta. Leta 1994 je postal predstavnik IDB na evropskem predstavništvu v Parizu, kjer je ostal vse do predčasne upokojitve zaradi vstopa v slovensko politiko leta 2000. V tem času (od leta 1978) se je z družino večkrat vračal v Slovenijo, kjer so se njegovi otroci udeleževali poletnih tečajev slovenščine.

## Politična kariera
Že leta 1990 mu je tedanji predsednik vlade Lojze Peterle ponudil položaj v Narodni banki; isto mu je leta 1993 ponudil tudi Janez Janša, a je obe ponudbi zavrnil. Leta 1996 je bil eden od kandidatov za mesto finančnega ministra v vladi koalicije SKD, SLS in SDS, a je nato SLS vstopila v koalicijo z LDS. Leta 2000 je zasedel svoj prvi politični položaj in sicer mesto vodje strokovnega sveta SKD+SLS, nato pa je bil na združitvenemu kongresu 15. aprila istega leta imenovan še za podpredsednika novoustanovljene (združene) stranke.

### Predsednik vlade
Istega meseca je Drnovškova vlada doživela nezaupnico, tako da ga je stranka SLS+SKD, ki je z združitvijo postala največja parlamentarna stranka, predlagala za mandatarja za sestavo nove vlade. 3. maja 2000 ga je Državni zbor Republike Slovenije na tretjem glasovanju z minimalno večino potrdil za tretjega predsednika vlade v samostojni Sloveniji; ob tem se je odrekel državljanstvu Argentine. V času njegovega vladanja je stranka SLS+SKD zaradi nesoglasij o spremembah ustave in volilnem sistemu razpadla in Bajuk je iz enega dela 4. avgusta istega leta ustanovil stranko Nova Slovenija, ki ji je predsedoval do 2008. Predsednik vlade je ostal približno 7 mesecev, do 17. novembra 2000, ko je ta položaj po zmagi na volitvah znova zasedel Janez Drnovšek. V času predsedovanja je bil deležen kritik zaradi spornega kadrovanja (Marjan Podobnik je postal predsednik uprave Telekoma in nezakonito je bil odstavljen Stojan Grilj, direktor DURS; odstavljenih pa je bilo več sto državnih uradnikov), udeležbe spominske komemoracije za pobitimi v Kočevskem Rogu, izdaje sklepa o policijski zasedbi štirih spornih zaselkov ob Dragonji; v času njegovega mandata pa so odkrili tudi neevidentirano zlato in poldrugi milijon mark v trezorju Banke Slovenije. 
Na istih volitvah je Bajuk bil izvoljen v Državni zbor Republike Slovenije kot eden izmed osmih poslancev Nove Slovenije. Bajuk je stranko uspešno vodil med predvolilno kampanjo za volitve slovenskih evroposlancev leta 2004, ko je NSi postala najuspešnejša stranka, saj je osvojila skoraj četrtino vseh glasov (23,57% oz. 102.753 glasov) in njihov nosilec liste, Lojze Peterle, je prejel tudi največ preferenčnih glasov (79.472). Istega leta je bil na državnozborskih volitvah znova izvoljen, pri čemer je NSi izboljšala rezultat od prejšnjih volitev, saj je imela v novem sklicu državnega zbora 9 poslancev.. A ker ga je novi mandatar Janez Janša imenovan za finančnega ministra, je njegov mandat v državnem zboru prevzel Ciril Testen.. Vlado in s tem tudi Bajuka za finančnega ministra je Državni zbor RS potrdil 3. decembra 2004. V zgodovino slovenskega finančnega sistema se je zapisal z obsežno reformo: znižal je davek od dohodkov pravnih oseb, odpravil davek na izplačane plače, uvedel pet dohodninskih razredov, znižal stopnjo dohodnine na 41%, uvedel informativni izračun dohodnine, poenostavil davčni postopek, vpeljal cedularno obdavčitev,... in nadzoroval nadomestitev slovenskega tolarja z evrom; Slovenija je tako postala prva tranzicijska vzhodnoevropska članica, ki je prevzela euro in s tem postala 13. država uporabnica eura.

### Politična upokojitev
Neposredno po razglasitvi slabih neuradnih rezultatov državnozborskih volitev 2008 je ponudil svoj odstop z mesta predsednika NSi in se po tistem ni več vidneje politično udejstvoval. Za vršilko dolžnosti predsednika NSi je bila imenovana evroposlanka Ljudmila Novak, ki je bila na volilnem kongresu stranke 16. novembra istega leta tudi izvoljena za novo predsednico.

## Smrt
15. avgusta se je Bajuk skupaj z ženo udeležil maše na Brezjah. V noči na 16. avgusta 2011 je, po nekaterih navedbah zaradi kapi, umrl. S tem je postal drugi umrli nekdanji predsednik vlade samostojne Slovenije (kot prvi je umrl Janez Drnovšek).
Še isti dan je Vlada Republike Slovenije odprla žalno knjigo in naslednji dan izdala sklep o njegovem pogrebu z vojaškimi častmi. Sožalje ob njegovi smrti so izrekli številni politiki iz obeh političnih polov. Žalni knjigi so odprli tudi v državnem zboru in na sedežu NSi.
17. avgusta je v ljubljanskem Zavodu svetega Stanislava potekala žalna seja NSi, kateri je sledila maša zadušnica; slednjo je vodil ljubljanski nadškof Anton Stres, s katerim sta se spoznala med istočasnim bivanjem v Parizu. 19. avgusta so v njegov spomin potekale še žalne seje Bajukove in Janševe vlade ter državnega zbora; slednje se je udeležil tudi predsednik Republike Slovenije Danilo Türk.
21. avgusta istega leta je bil pokopan na ljubljanskih Žalah. Pogreba so se udeležili vsi trije predsedniki: Danilo Türk (države), Borut Pahor (vlade) in Pavel Gantar (državnega zbora); tudi pogrebno mašo je vodil nadškof Stres.

## Nagrade in priznanja
Decembra 2005 je bil izbran in marca 2006 je prejel priznanje finančni minister leta v Evropi, katerega mu je podelila britanska revija The Banker z naslednjo utemeljitvijo: Nagrada je namenjena finančnim ministrom, ki so gospodarstvo v svoji državi popeljali naprej. Minister Bajuk je zaslužen za napredek Slovenije s svojo zavezanostjo davčni previdnosti.
28. novembra 2006 je v Bruslju prejel še nagrado Dosežkar leta (Achiever of the Year), katero podeljuje tednik European Voice; nagrado je prejel, kjer je uspel zagotoviti vstop Slovenije (kot prve nove članice EU) v evro.
Argentinska univerza v Mendozi, na kateri je nekoč predaval, mu je posthumno podelila častni doktorat.